# Sozialkaufhaus

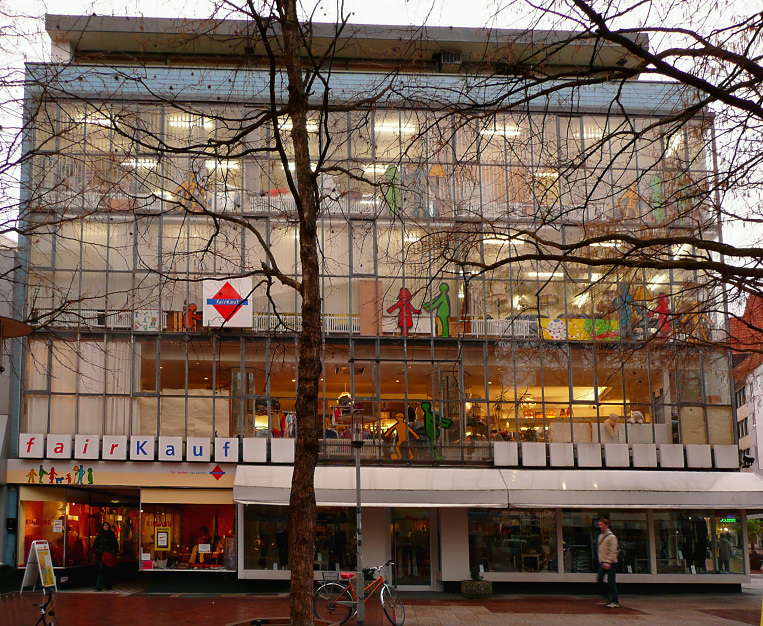
Sozialkaufhaus „fairKauf“ in Hannover

Sozialkaufhäuser sind Kaufhäuser, in denen meist gebrauchte und gespendete Waren angeboten werden. Sie sollen eine erschwingliche Einkaufsmöglichkeit für Gebrauchsgüter, Haushaltswaren und Textilien bieten. Häufig werden Sozialkaufhäuser von der kommunalen Sozialhilfe oder den großen Wohlfahrtsorganisationen wie der Arbeiterwohlfahrt getragen.

## Ziele und Konzept
Sozialkaufhäuser haben als Wirtschaftsunternehmen folgende soziale Ziele:
1. Preisgünstiger Verkauf von Gütern (Versorgung)
2. Wiederverwertung von Gütern (Umwelt)
3. Erwirtschaftung finanzieller Mittel, um soziale Projekte zu finanzieren (Geld)
4. Ausbildungs-/Weiterbildungsmaßnahmen im Laden anbieten/durchführen (Bildung)
5. Bezahlte reguläre Beschäftigungsverhältnisse zu schaffen (Arbeit)
6. Bürgerschaftliches/ehrenamtliches Arbeiten ermöglichen (Ehrenamt)[1]

Das Personal setzt sich meist aus Langzeitarbeitslosen zusammen, da es oft zum Konzept des Sozialkaufhauses gehört, deren Wiedereingliederung in das Berufsleben zu fördern. Sozialversicherungspflichtige Arbeitsplätze sind jedoch selten. Neben der Verkaufstätigkeit und in einigen Fällen auch die vorherige Instandsetzung der verkauften Waren (z. B. Möbel) werden auch Dienstleistungen wie Haushaltsauflösungen oder Gütertransporte angeboten.
Die meisten Sozialkaufhäuser sind für alle Kunden zugänglich. Daher werden sie neben Hilfebedürftigen auch von anderen Gruppen aufgesucht, etwa Sammlern, die nach Antiquitäten Ausschau halten, Schnäppchenjägern, denen es auf den niedrigen Preis ankommt oder Personen, die bewusst ein Zeichen gegen die Wegwerfgesellschaft setzen möchten und daher gebrauchte Gegenstände bevorzugen. Dies kann zu Konflikten in der Eigenwahrnehmung führen. Einige Kommunen, die bei der Betreuung von ALG-II-Empfängern das Optionsmodell gewählt haben, sind bei Leistungen wie Erstausstattung dazu übergegangen, den Bedarf ausschließlich durch Gutscheine über das Sozialkaufhaus decken zu lassen.

## Wirtschaftlichkeit
Primäres Ziel von Sozialkaufhäusern ist nicht der Profit, sondern die möglichst preiswerte Weitergabe von Produkten. Eine Kostendeckungsbetrag von etwa 30–40 %, bezogen auf die anfallenden Kosten, wird über Maßnahmen der Arbeitsämter finanziert. Sozialkaufhäuser sind „zur Deckung der Erlöslücke“ auf Transferzahlungen aus dem Sozialhaushalt bzw. den arbeitsmarktbezogenen Finanzierungssystemen angewiesen. Da sie auch zur Abfallreduzierung beitragen, wird diskutiert, ob Mittel aus dem Abfallgebührenhaushalt freigegeben werden können.

## Häufigkeit
1985 wurden die ersten Sozialkaufhäuser gegründet. Seither ist ihr Wachstum ungebrochen. Seit der Einführung von Arbeitslosengeld II im Jahr 2005 ist die Anzahl der Sozialkaufhäuser sowie die Kundschaft gestiegen. Schätzungen zufolge gab es 2013 deutschlandweit ca. 400 Sozialkaufhäuser. In einer empirischen Studie der Hochschule Hildesheim/Holzminden/Göttingen wurden 2013 in Niedersachsen 50 Sozialkaufhäuser analysiert. Ihre Verkaufsflächen reichten von 50 bis 1300 Quadratmeter.

## Umweltaspekt
Mit der Novellierung der Abfallrahmenrichtlinie und der Verpflichtung der öffentlichen Hand zur Umsetzung von Maßnahmen zur Abfallvermeidung sind Gebrauchtwaren- und Sozialkaufhäuser ein nutzbarer Faktor zur Steigerung der Nachhaltigkeit in den Kommunen.